# Onthophagus helmsi
Onthophagus helmsi là một loài bọ cánh cứng trong họ Bọ hung (Scarabaeidae).